# Truite
Pour les articles homonymes, voir La Truite.
Taxons concernés
Dans la famille des Salmonidés
Dans les genres :
- Oncorhynchus
- Salmomodifier

Le terme truite est un nom vernaculaire ambigu désignant plusieurs espèces de poissons de la famille des salmonidés, largement recherchés par l'homme pour leurs intérêts culinaire et nutritionnel.
Au sein de cette famille, la différence entre les truites et les saumons ne repose pas sur des critères scientifiques mais sur une distinction populaire. Ainsi, les deux espèces de truites les plus consommées par l'homme, la truite fario et la truite arc-en-ciel, appartiennent respectivement aux mêmes genres (Salmo et Oncorhynchus) que le saumon atlantique et les saumons du Pacifique.
Comme ces derniers, les truites peuvent réaliser l'intégralité de leur cycle de vie en eau douce ou migrer vers les océans. Le terme utilisé sera dans ce cas la truite de mer.
Les truites vivent dans des eaux claires et vives, principalement en Amérique du Nord, en Europe, dans le nord de l'Asie et dans les rivières de l'Atlas au Maroc. Elles ont été également introduites en Australie et en Nouvelle-Zélande au XIXe siècle.
Selon les espèces, la durée de vie peut varier de 7 ans à plusieurs dizaines d'années. Une truite de 80 cm peut dépasser les 5 kg. Certains spécimens vivant en lac dépassent le mètre et 15 kg.

## Description
Les truites n'ont pas d'épines dans les nageoires, et elles possèdent toutes une nageoire adipeuse à l'arrière, proche de la queue, qui est une caractéristique commune à tous les salmonidés.
Bien que la plupart des truites vivent exclusivement en eau douce, certaines espèces (Oncorhynchus mykiss et Salmo trutta ou fario notamment) présentent des spécimens qui passent leur vie adulte dans l'océan et remontent les rivières pour se reproduire. On parle alors de truite de mer.

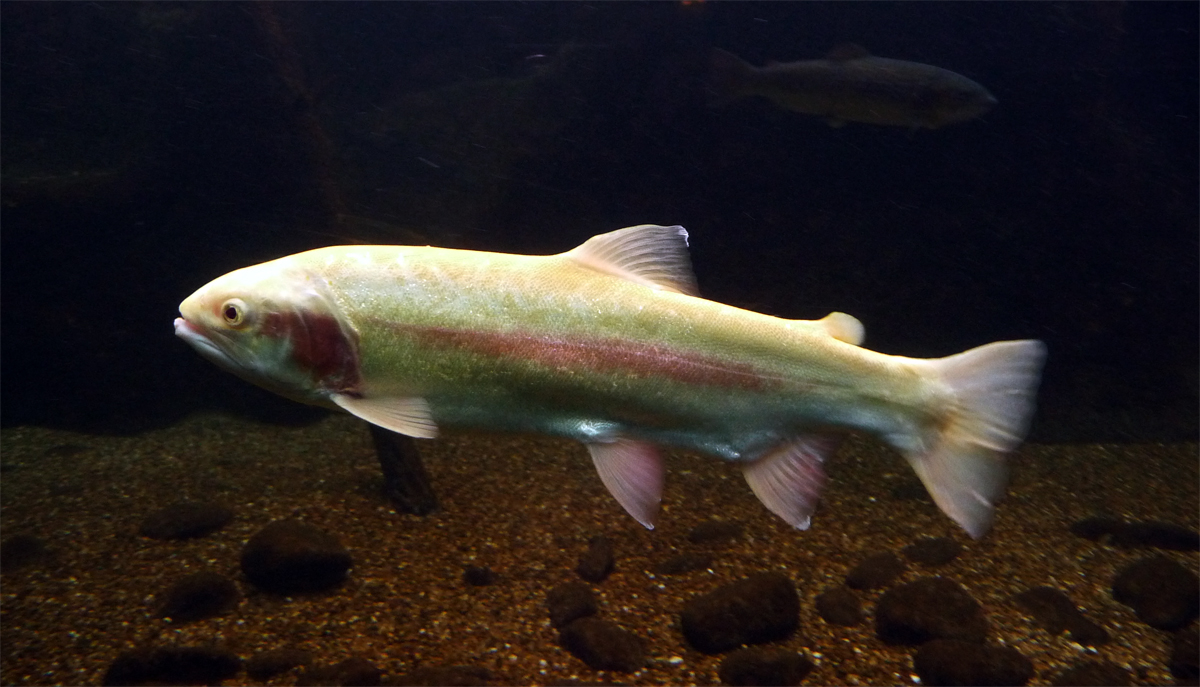
Truite dorée

Les truites sont carnivores. Elles se nourrissent principalement de vers et d'insectes, mais les espèces et les spécimens les plus imposants chassent également d'autres poissons, particulièrement les vairons.

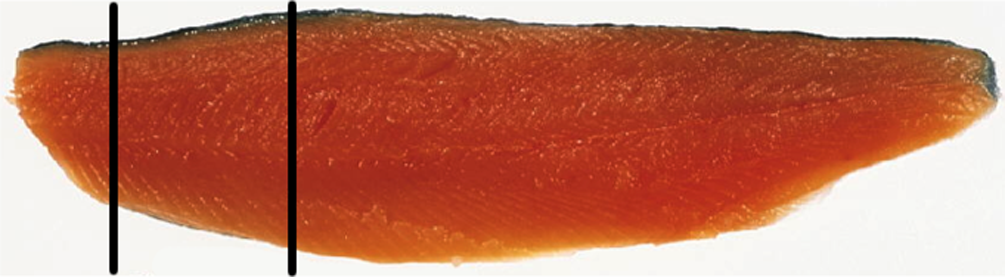
Filet de truite, coupé en « pavé de truite ».

Les truites arc-en-ciel d'élevage, dont la chair est couleur saumon du fait de leur alimentation, sont parfois appelées « truites saumonées ».

## Pêche
Les qualités gustatives en cuisine de la truite sauvage sont largement reconnues. Par le biais de la pêche en milieu naturel, elle est de ce fait assez recherchée pour cela.
La pratique de la pêche (de loisir ou de façon sportive) de la truite peut se réaliser de plusieurs façons :
- Pêche aux appâts naturels 
  - Pêche au toc
  - Pêche au vairon manié
  - Pêche au vif
- Pêche aux appâts artificiels
  - Pêche aux leurres
  - Pêche à la mouche

Des œufs fécondés sont placés sur des frayères artificielles, et des alevins sont élevés et relâchés dans les rivières, pour participer au repeuplement de milieux dégradés, menacés ou surexploités. Néanmoins, si ces pratiques sont souhaitables et bénéfiques lorsqu'il s'agit d'espèces autochtones, elles ne contribuent pas à la sélection naturelle, peuvent poser des problèmes de diversité génétique et sont néfastes lorsqu'il s'agit d'introduire des espèces exogènes, ou des poissons susceptibles d'être anormalement porteurs de maladies ou parasites.
Par exemple, en France :
- l'introduction de la truite arc-en-ciel, souvent pour répondre à une gestion à court terme de la ressource halieutique, provoque à terme la disparition de la truite fario avec laquelle elle entre en concurrence alimentaire ;
- l'introduction massive et répétitive de truites farios de souche « atlantique » (généralement en provenance d'élevages danois) est la cause de la quasi-disparition de la truite fario de souche « méditerranéenne » à cause de la « pollution » génétique due au métissage. De rares groupes sont restés génétiquement « purs », essentiellement dans les rivières corses.

Pour tenter de remédier à cet état de fait, de nombreuses AAPPMA, outre des mesures de protection du groupe local (augmentation de la maille, création de parcours no-kill...) ont mis en place des structures de production et d'élevage de la souche locale.

## Physiologie, comportement et écologie
Les caractéristiques générales des truites sont celles des Salmonidés (régime insectivore-carnivore, préférence pour les eaux vives et fraîches, les hauts de bassins versants, truitelles cherchant selon certains auteurs à éviter les zones de courant faible et de substrats fins (vase notamment), avec des nuances pour chaque espèce et selon les contextes écopaysagers (Par exemple les jeunes salmonidés grandissent plus vite dans les étangs créés par les barrages de castors ou dans leurs petits canaux, pourtant assimilables à des systèmes lentiques ; dans l'Est du Canada où cohabitent encore saumons et castors, les saumons atlantiques  âgés de 2 ans bénéficient d’une croissance plus rapide en été (en longueur et en poids) et ils sont en meilleure santé que les tacons qui ont grandi en amont ou en aval de l'étang du castor). Les saumons, et certaines truites accomplissent une partie de leur cycle de vie en mer.
Voir les articles détaillés pour plus d'informations sur leur description ou leur mode de vie.
Des expériences faites sur les truites ont démontré qu'elles sont sensibles à la douleur. Lorsqu'injectées avec du venin d'abeille ou de l'acide acétique, la respiration des truites s'accélère et elles frottent la partie affectées contre les objets à leur disposition,.

## Espèces
- Salmo trutta ou truite d'Europe, au sein de cette espèce :
  - ses morphes :
    - truite fario en cours d'eau ou truite commune — Salmo trutta trutta ou Salmo trutta fario ;
    - truite de lac — Salmo trutta lacustris ou truite argentée ;
    - truite de mer 
    - truite ferox -- Salmo trutta ferox

  - et une sous-espèce : Truite à grosses taches — Salmo trutta macrostigma.
- Truite à lèvres molles — Salmo obtusirostris ;
- Truite mouchetée ou Omble de fontaine (Salvelinus fontinalis) ;
- Truite arc-en-ciel, dite encore Truite Rose — Oncorhynchus mykiss ;
  - Truite dorée — Oncorhynchus aguabonita ou Oncorhynchus mykiss aguabonita ;
- Truite fardée — Oncorhynchus clarkii ;
- Truite marbrée — Salmo marmoratus.
- Truite Adriatique (?) — Salmo trutta cenerinus (Nardo, 1847)[9]

## État des populations
Il varie beaucoup selon les lieux. La truite est considérée comme ayant besoin d'une eau de bonne qualité, fraiche et oxygénée, dans un cours d'eau plutôt hétérogène, avec des caches et avec quelque frayères de graviers propres où elle pourra déposer ses œufs.
Dans de nombreux cas dresser un état des populations est difficile en raison des réempoissonnements qui sont sources de biais statistiques, et d'hybridation entre souches autochtones et introduites difficiles à repérer (ex entre Salvelinus fontinalis et Salmo trutta) qui pourraient avoir des effets néfastes pour les deux espèces (en raison d'un chevauchement spatial et temporel dans localisations de frayères et des périodes de frai. En ce qui concerne les tendances ; comme l'anguille européenne, la truite est plutôt en régression en France, alors que d'autres espèces, plus petites et/ou introduites montrent une tendance à l'augmentation (en nombre d'individus et/ou en nombre d'espèces). Selon l'ONEMA, le repeuplement piscicole par relâchers artificiels de truitelles, en rivière ou dans de grands lacs (lac du Bourget par exemple), pratique courante en France depuis plusieurs décennies, s'avère assez peu concluant en matière d'efficacité et ils présentent des risques génétiques et sanitaires pour les truites.

### Truites triploïdes
Des truites triploïdes  (truite arc-en-ciel) sont artificiellement produites. Il s'agit de femelles de taille exceptionnelle et à croissance rapide, car leur stérilité induite fait que leur métabolisme n'est plus « détourné » par les besoins de la reproduction mais uniquement affecté à leur croissance. Elles sont obtenues en induisant une anomalie du développement embryonnaire faisant que les cellules de cette truite contiendront trois génomes complets au lieu de deux, via un procédé mis au point en France par l'INRA au début des années 1980,, et ensuite perfectionné,).
À peu près à la même époque, ans les années 1980-1990 une variété d'huître triploïde a aussi été créée et mise sur le marché, généralisée à partir de 1999, date à laquelle l'IFREMER (Institut public français de recherche pour l'exploitation de la mer) met en œuvre, avec les écloseries françaises, une technique développée par l'université américaine Rutgers qui permet d'obtenir des huîtres triploïdes et stériles.
Au même moment on constatait qu'il était relativement facile de modifier génétiquement les truites, par injection de gènes dans le cytoplasme de l'œuf.
Chez les poissons, des souches triploïdes peuvent être créées de 2 manières :
1. en supprimant de la seconde division de la méiose de l’ovule. La triploïdie est alors due au fait que le génome embryonnaire est constitué de 2n chromosomes de la mère et de n chromosomes du père.
2. par inhibition chimique de la première mitose de l’embryon. Dans ce cas les chromosomes dupliqués lors de la 1re mitose ne sont pas séparés, et les poissons sont des tétraploïdes fertiles qui produiront adultes essentiellement des gamètes équilibrés[19],[20],[21]. Si par exemple des ovules de femelles diploïdes normales sont fécondés par du sperme de mâles tétraploides, la descendance est alors triploïde ;

Selon Quillet & al.,(1988) chez les salmonidés les individus triploïdes sont tous stériles et n’auront donc pas de descendance s’ils s’enfuient dans la nature ou y sont relâchés. Ils n’interagiront avec les populations autochtones que par compétition ou éventuelle introduction de parasites ou microbe provenant des élevages. À la fin des années 1980 on ignorait si les triploïdes se montreraient ou non dans la nature plus compétitifs que les individus normaux.
En 2010 avec ses collègues, Quillet estime que la triploïdie est un moyen utile de  « stérilisation des cheptels piscicoles ».
R Guyomard de l'Inra considérait en 1989 que ces souches triploïdes sont « un bon moyen d’introduire une souche ayant des caractéristiques particulières (si la triploïdisation n’affecte pas celles-ci) sans menacer l’intégrité génétique des peuplements autochtones ».
Des tests organoleptique et de facilité de conservation (par fumage) ont montré des différences significatives entre les truites normales et triploïdes, différences qui changent selon la saison (La truite diploïde fumée se comporte
mieux que la truite triploïde, en mars et en juin.
En septembre, le phénomène s'inverse probablement en raison d'un début de
maturation des diploïdes.)
Tout comme pour les hybrides et les poissons transgéniques, les effets de l'introduction dans la nature de tels « animaux modifiés » sont discutés. Une crainte est que les individus triploïdes (qui sont au même âge que les individus sauvages plus grands et plus forts) puissent être plus compétitifs dans la recherche de nourriture ou l'appropriation des meilleurs habitats.